# Línea Honmachi

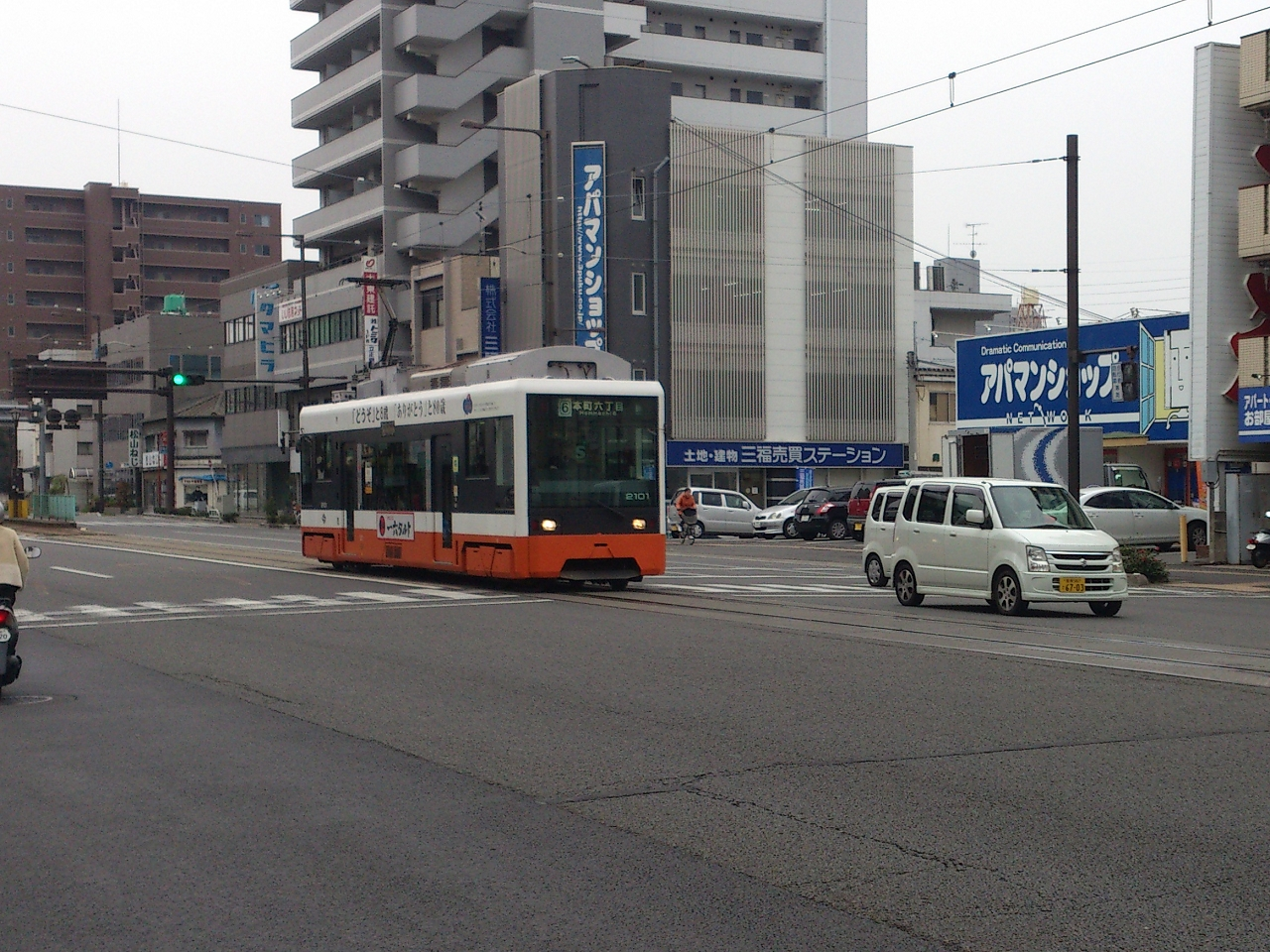
Un tren pasando cerca de la estación Honmachi 5

La línea Honmachi (本町線 Honmachi-sen?) es una de las líneas urbanas del Ferrocarril Iyo. Se extiende desde la estación Minami-Horibata (南堀端停留場 Minamihoribata-teiryūjō?) hasta la estación Honmachi 6 (本町六丁目停留場 Honmachi-rokuchōme-teiryūjō?), todas en la ciudad de Matsuyama de la prefectura de Ehime.

## Características
El tramo que va desde la estación Honmachi 3 (本町三丁目停留場 Honmachi-sanchōme-teiryūjō?), hacia el norte fue el último tramo de las líneas de tranvías de la ciudad de Matsuyama en ser inaugurada (año 1962).

## Datos
- Distancia total: 1,9 km
- Ancho de vía: 1067mm
- Cantidad de estaciones: 6 (incluidas las cabeceras)
- Cantidad de vías: Vía única
- Electrificación: toda la línea (DC600V)

## Recorrido
1. Estación Minami-Horibata (南堀端停留場 Minamihoribata-teiryūjō?), combinación con la línea urbana Jōnan.
2. Estación Honmachi 1 (本町一丁目停留場 Honmachi-itchōme-teiryūjō?), combinación con la línea urbana Ōtemachi en Estación Nishi-Horibata (西堀端停留場 Nishihoribata-teiryūjō?).
3. Estación Honmachi 3 (本町三丁目停留場 Honmachi-sanchōme-teiryūjō?)
4. Estación Honmachi 4 (本町四丁目停留場 Honmachi-yonchōme-teiryūjō?)
5. Estación Honmachi 5 (本町五丁目停留場 Honmachi-gochōme-teiryūjō?)
6. Estación Honmachi 6 (本町六丁目停留場 Honmachi-rokuchōme-teiryūjō?), combinación con la línea urbana Jōhoku.

### Ramales
El ramal 6 recorre la línea Honmachi en su totalidad.
- Ramal 6 (ramal Honmachi): Estación Matsuyamashi → Línea Hanazono → Minami-horibata → Línea Honmachi → Honmachi 6

## Historia
- 1907: en marzo es inaugurada por la empresa Tranvías Eléctricos Matsuyama (松山電気軌道 Matsuyama Denki-kidō?). El tramo comprendido entre las estaciones Fudanotsuji (札の辻停留場 Fudanotsuji-teiryūjō?), actual estación Honmachi 3, y Honmachi (本町停留場 Honmachi-teiryūjō?), actual estación Honmachi 4, corría del lado este del recorrido actual.
- 1921: el 1 de abril la empresa Tranvías Eléctricos Matsuyama es absorbida por Ferrocarril Iyo.
- 1946: el 19 de agosto se suspende el tramo comprendido entre las estaciones Nishihoribata, Honmachi, Kayamachi (萱町停留場 Kayamachi-teiryūjō?) y Komachi (古町駅 Komachi-eki?).
- 1948: el 1° de julio el tramo comprendido entre las estaciones Minami-Horibata y Honmachi 3 (actual estación Honmachi 4), que había quedado suspendida desde 1946, se reinaugura como línea Honmachi.
- 1962: el 1° de febrero se inaugura el tramo comprendido entre las estaciones Honmachi 3 y Honmachi 7 (本町七丁目停留場 Honmachi-nanachōme-teiryūjō?) (actual estación Honmachi 6).